# Bulbophyllum pubiflorum
Bulbophyllum pubiflorum är en orkidéart som beskrevs av Rudolf Schlechter. Bulbophyllum pubiflorum ingår i släktet Bulbophyllum och familjen orkidéer.
Artens utbredningsområde är Sulawesi. Inga underarter finns listade i Catalogue of Life.